# Harsha (keizer)
Harsha Vardhana of Harshavardhana (Sanskriet: हर्षवर्धन; Sthanvisvara, 590 — Kannauj, 647) was heerser over het noorden van het Indisch Subcontinent tijdens de 7e eeuw. Zijn rijk omvatte het tegenwoordige Punjab, Rajasthan, Sindh, Gujarat, Odisha, Bengalen, Kasjmir en de Indus-Gangesvlakte. Hij was de enige keizer ("chakravartin") die dit gebied wist te verenigen in de periode tussen de Gupta's (5e eeuw) en het sultanaat van Delhi (13e eeuw).

## Levensloop
Na de val van het Guptarijk was het noorden van India versnippert geraakt over kleine rijkjes en staatjes. De Punjab was ingenomen door de Witte Hunnen, die dit gebied als basis voor invallen verder naar het zuiden en oosten gebruikten. Wat over Harsha bekend is komt grotendeels uit de Harshacharita, een biografie geschreven door Harsha's hofdichter Banabhatta. Een andere historische bron zijn de verslagen van de Chinese monnik Xuanzang, die het noorden van India bezocht tussen 630 en 643.

Staatkundige situatie in India rond 625: Harsha's rijk is in conflict gekomen met dat van Shashanka in het oosten. Het Chalukyarijk in het zuiden zou later ook met Harsha in conflict komen.

### Militaire successen
Harsha's familie, de heersers van de stad Sthanvisvara (tegenwoordig Thaneswar), waren volgens Banabhatta afkomstig uit de vaishyakaste. Ze waren waarschijnlijk oorspronkelijk gouverneurs onder de Gupta's geweest. Na de dood van Harsha's vader werd zijn oudere broer Rajya koning. Een zuster was gehuwd met de vorst van Kannauj. In 606 werd Harsha's broer vermoord in opdracht van de koningen van Gauda (Bengalen) en Malwa. De eerste vorst, Shashanka, had eerder Kannauj ingenomen, waarbij de aan Thaneswar geallieerde koning, Harsha's zwager, gedood was. Harsha, slechts 16 jaar oud, besteeg onder deze omstandigheden de troon. Hij wist daarna echter ongekende militaire successen te boeken. Hij versloeg eerst Malwa en annexeerde Kannauj, waarvan hij zijn hoofdstad maakte.
Vervolgens wist hij Shashanka terug te drijven en diens hoofdstad te belegeren, om hem zodoende tot een verdrag te dwingen. Het lukte Harsha echter pas na Shashanka's dood Bengalen volledig te onderwerpen.
Daarna regeerde hij bijna een halve eeuw lang een enorm rijk dat vrijwel het volledige noorden van India besloeg. Rond 620 mislukte een poging zijn rijk naar het zuiden uit te breiden: een veldtocht naar de Dekan eindigde met een nederlaag tegen de Chalukya's onder Pulakeshi II. Daarna erkende hij de Narmada als zuidelijke grens van zijn rijk.

### Bestuur

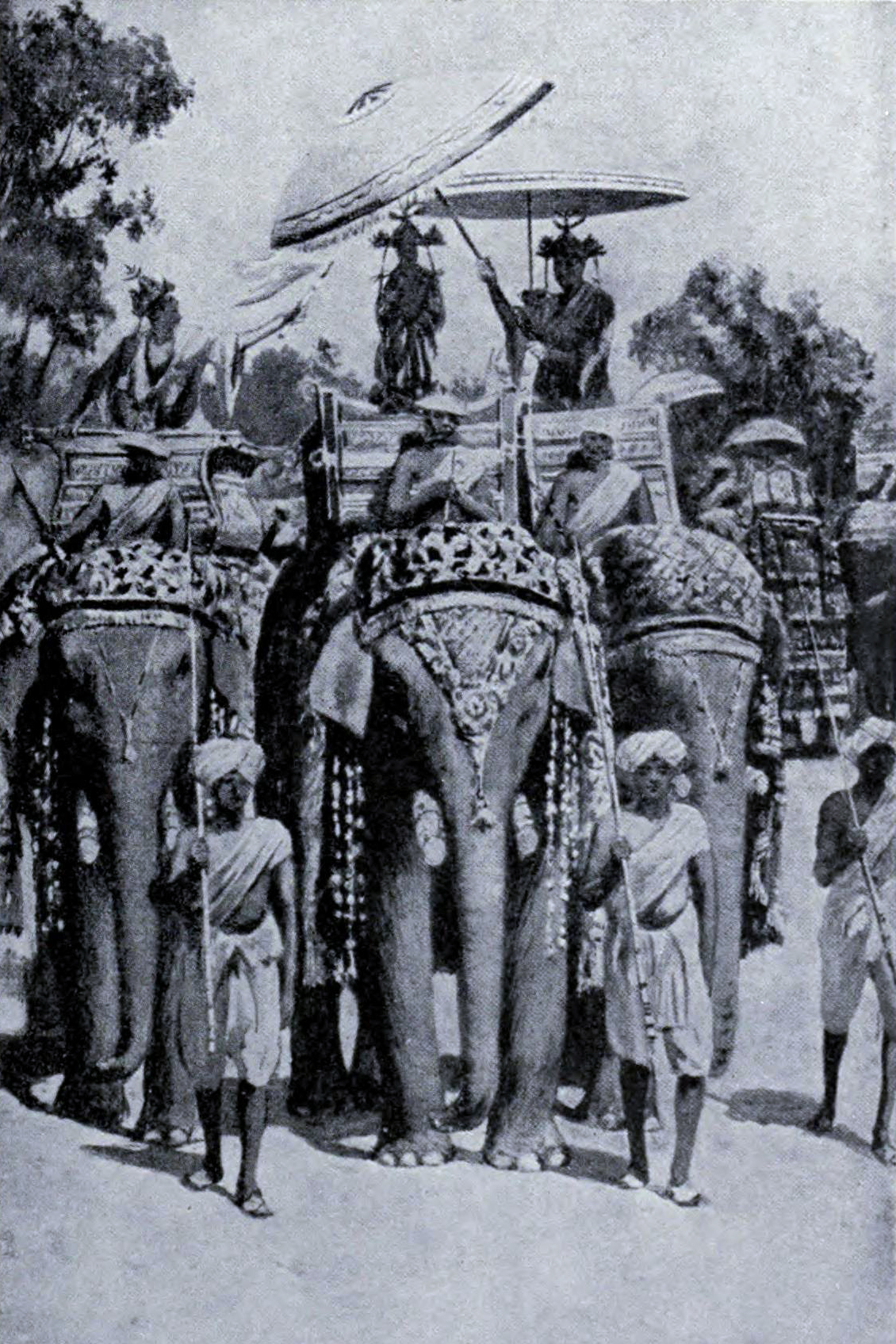
Koning Harsha betuigt zijn respect voor een Boeddhabeeld. Illustratie van een vroeg-20e-eeuws (Brits-)koloniaal prentenboek.

Uit koperen inscripties, waarin de keizer stukken land in beschikking gaf, is bekend dat Harsha zijn bestuurders, soldaten en priesters beloonde door ze land te geven. Dat was waarschijnlijk de enige manier waarop de keizer zijn ondergeschikten kon belonen, want dankzij de Hunnen was de handel met het Byzantijnse Rijk, die onder de Gupta's gebloeid had, onmogelijk geworden. De totale hoeveelheid geld in omloop was daardoor zodanig teruggelopen dat het voor een vorst als Harsha onmogelijk was zijn mensen in geld te betalen. Uiteraard ondermijnde het afdragen van land echter de autoriteit van de keizer.
In hoeverre Harsha geprobeerd heeft een centraal bestuur op te zetten is onbekend, maar sowieso moet het gezag dat een heerser in de Zuid-Aziatische Middeleeuwen genoot gerelativeerd worden. Hoewel de veroveringen van een vorst als Harsha aanzienlijk zijn, was het gebied waar hij daadwerkelijk de lakens uitdeelde beperkt tot een radius van 100 tot 200 km van zijn hoofdstad. Harsha probeerde zijn gezag ook daarbuiten te laten gelden door, vooral in de tweede helft van zijn regering, voortdurend op reis te zijn door zijn rijk. Maar dat liet onverlet dat in de rest van het rijk het bestuur toekwam aan de mahasamanta's, de lokale vorsten. Deze hadden de keizer dan wel als meerdere erkend, maar ze regeerden vrijwel onafhankelijk, op de afdracht van belasting en de nominale erkenning van de chakravartin (keizer) na.
Harsha was een patroon van kunst en religie. Naast Banabhatta leefden onder andere de schrijver Maurya en de grammaticus Bhartrihari aan Harsha's hof. Van de keizer zelf zijn drie toneelspelen bekend, die hij zou hebben geschreven. Harsha was tot het Mahayana-boeddhisme bekeerd. Hij liet stoepa's bouwen en sponsorde de universiteit van Nalanda, die destijds ongeveer 4000 "studenten" telde. Kannauj zou onder zijn regering honderd kloosters geteld hebben, waar naast boeddhistische monniken ook brahmanen gevoed en onderhouden werden op kosten van de staat. De kloosters kregen ook stukken land in gebruik.
Er werden tijdens zijn regering twee aanslagen op Harsha beraamd. De eerste werd voortijdig ontdekt, waarop de keizer er echter niet in slaagde de samenzweerders op te pakken. Deze beraamden een tweede aanslag, die wel slaagde. In 647 werd Harsha door zijn officieren gedood.
Harsha had geen duidelijke opvolger, zodat zijn rijk direct uit elkaar viel. De lokale vorsten, die Harsha als opperkoning erkend hadden, regeerden na zijn dood door, weer onafhankelijk. Een kleiner rijk, dat Bengalen en het oosten van de Gangesvlakte besloeg, werd aan het einde van de 7e eeuw door de Latere Gupta's geregeerd.